# Gerlossteinbahn
De Gerlossteinbahn, Gerlosstein Tendam-bahn of de Zillertaler Zweilinge is een kabelbaan gebouwd door het bedrijf Waagner Biro in 1960 voor de Zeller Bergbahnen. In 1988 kreeg de kabelbaan een grote onderhoudsbeurt, waaronder 4 nieuwe cabines van Swoboda, dat tegenwoordig beter bekendstaat als Carvatech. Het dalstation staat in Hainzenberg, een klein dorpje dicht in de buurt bij Zell am Ziller en Gerlos. Het bergstation staat op de Gerlossteinalm op 1643 meter hoogte.

## Groepen pendelbaan
De Gerlossteinbahn is een groepen pendelbaan. Dit houdt in dat er twee groepen cabines in tegenovergestelde richting (op een aparte baan) de route van de kabelbaan afleggen. In dit geval gaat het over twee groepen van twee cabines. De cabine's in elke groep zitten, dus in paren van twee, aan elkaar vast.

## Prestaties
In elke cabine mogen 27 personen plaatsnemen, wat dus neerkomt op 54 personen per groep. Een ritje met de kabelbaan duurt 6,2 minuten, doordat het traject met een snelheid van 7,5 m/s afgelegd kan worden. De uiteindelijke capaciteit komt dan neer op zo'n 500 personen per uur.

## Rodelbaan
In de winter is er ook een verlichte rodelbaan bij de Gerlossteinbahn. Deze rodelbaan begint zo'n 100 meter van het bergstation van de Gerlossteinbahn. De rodelbaan is in de winter geopend tot en met 1 uur 's nachts, de Gerlossteinbahn is dan ook open om rodelaars naar boven te brengen.

## Zomer opening
In de zomer is de kabelbaan ook open. Er zijn bovenaan ook wandelpaden aangelegd. Een mooi voorbeeld is het wandelpad naar de Gerloskogerl, een panoramapad waar je een goed uitzicht hebt over het noordelijke Zillertal. Ook kan er worden bergbeklommen op de Gerlossteinwand. Er is één weg omhoog, die bestaat uit meerdere moeilijkheidsgraden.
Daarnaast zijn er meerdere wandelpaden die tot boven op de Gerlossteinwand (2.166 m) voeren: in één tot anderhalf uur via het steile wandelpad via de rechter, zuid zijde (stevig schoeisel en een vaste tred absoluut vereist). Alternatief (en populair als afdaling) is de route (linksom) over de Heimjöchl. Deze route is wat makkelijker.